# 虎洞镇
虎洞镇，是中华人民共和国甘肃省庆阳市环县下辖的一个乡镇级行政单位。
2015年，甘肃省民政厅批复同意撤销虎洞乡，设立虎洞镇。

## 行政区划
虎洞镇下辖以下地区：
半个城村、常兆台村、高庙湾村、贾驿村、金庄原村、刘解掌村、砂井子村、魏家河村、张大掌村和张家湾村。